# Стефан Попов (плувец)
Вижте пояснителната страница за други личности с името Стефан Попов.
Стефан Попов (Замората) е български плувец, сред първите български състезатели по плуване.

## Биография
Роден е на 14 март 1930 г. в София. Първият му треньор е Христофор Панайотов.
Замората е специалист по кроул, а дисциплината, в която е най-добър е 1500 метра свободен стил. Стефан Попов е трикратен шампион на България на 200, 400 и 1500 метра свободен стил през 1951 г. Спечелва и плувни маратони в Черно море. Плува за клубовете „Раковски“ и „Спартак“. Състезава се от 1946 до 1958 г.
През 1953 г. се нарежда сред първите спортисти, удостоени със званието майстор на спорта по плуване в България.
След края на състезателната си кариера Стефан Попов – Замората завършва ВИФ през 1960 г. и става треньор в „Червено знаме“. Завръща се в „Спартак“ от 1965 г.
Като треньор Стефан Попов подготвя огромен брой български състезатели по плуване, в т.ч. национални рекордьори и първенци. Почива на 4 април 2004 г. в София.
Сред неговите ученици е Иван Цанов, който е запознат най-много с историята на плуването и с „ерата“ на Замората.